# Saison 9 des Experts : Manhattan
Chronologie
Saison 8
Cet article présente le guide des dix-sept épisodes de la neuvième et dernière saison de la série télévisée Les Experts : Manhattan (CSI: NY).

## Généralités
- Aux États-Unis, la saison est diffusée depuis le 28 septembre 2012 sur le réseau CBS.
- Au Canada, elle est diffusée sur le réseau CTV[1].
- En Suisse, elle est diffusée depuis le 3 mars 2013 sur RTS Un[2].
- En Belgique, elle est diffusée depuis le 19 mars 2013 sur RTL-TVI[réf. souhaitée].
- En France, la saison est diffusée à partir du 21 mai 2013 sur TF1.
- Au Québec, elle est diffusée à partir du 18 septembre 2013 sur V.

## Distribution de la saison

### Acteurs principaux
- Gary Sinise (V.F.: Bernard Gabay) : Det. Mac Taylor
- Sela Ward (V.F.: Caroline Jacquin) : Josephine "Jo" Danville
- Carmine Giovinazzo (V.F.: Sébastien Desjours) : Danny Messer
- Hill Harper (V.F.: Daniel Lobé) : Dr Sheldon Hawkes
- Eddie Cahill (V.F.: Thomas Roditi) : Det. Donald "Don" Flack Junior
- Anna Belknap (V.F.: Barbara Kelsch) : Lindsay Monroe
- AJ Buckley (V.F.: Gwendal Anglade) : Adam Ross
- Robert Joy (V.F.: Max André) : Dr Sid Hammerback

### Invités
- Natalie Martinez : Jamie Lovato (12 épisodes)
- Rob Morrow : Leonard Brooks[3] (épisodes 181 et 182)
- Peter Horton : Cade Conover[4] (épisode 183)
- Neal McDonough : Grant Hamilton[5] (épisode 184)
- Brooklyn Silzer : Lucy Messer, fille de Danny et Lindsay[6] (épisode 184)
- Kathleen York : Krista DiBello[7] (épisode 186)
- Alex Ashbaugh : Matthew DiBello[7] (épisode 186)
- Niko Nicotera : Joseph Skiver[7] (épisode 186)
- Tara Summers : Dr. Carly Emerson[8] (épisode 187)
- James Read : Robert Monroe, père de Lindsay[9]
- David Fumero : Benny Madera[10] (épisode 189)
- Melissa Fumero : Michelle Rhodes[10] (épisode 190)
- Laura Vandervoort : Macy Sullivan[11] (épisode 193)
- Navid Negahban : Zane Kalim[12] (épisode 195)
- Josh Groban : lui-même[13] (épisode 196)

## Épisodes

### Épisode 181:Rallumer la flamme
- États-Unis /  Canada : 28 septembre 2012[14]
- Suisse : 3 mars 2013 sur RTS Un
- Belgique : 19 mars 2013 sur RTL-TVI
- France : 21 mai 2013 sur TF1[15]
- Québec : 18 septembre 2013 sur V

- États-Unis : 9,11 millions de téléspectateurs[16] (première diffusion)
- Canada : 1,608 million de téléspectateurs[17]
- France : 6,19 millions de téléspectateurs[18] (première diffusion)

- Megan Dodds (Christine Whitney)
- Rob Morrow (Leonard Brooks)
- Louis Herthum (Capitaine Curtis Smith)
- Josh Emerson (Tony D'Alessio)
- Scott Subiono (Marshall Hilson)
- Catherine Kamei (Médecin)
- Mageina Tovah (Eva Mason)
- David Lombard (Aumônier)
- Patrick O'Connor (Dr. Martin Stilga)

### Épisode 182:À vif
- États-Unis /  Canada : 5 octobre 2012
- Suisse : 10 mars 2013 sur RTS Un
- Belgique : 26 mars 2013 sur RTL-TVI
- France : 21 mai 2013 sur TF1 [15]
- Québec : 25 septembre 2013 sur V

- États-Unis : 8,40 millions de téléspectateurs[19] (première diffusion)
- Canada : 1,445 million de téléspectateurs[20]
- France : 5,6 millions de téléspectateurs[18] (première diffusion)

- Natalie Martinez (Détective Jamie Lovato)
- Rob Morrow (Leonard Brooks)
- Victoria Hoffman (Rita Lowman / Jennifer Brooks)
- Laura Parker (Jennifer Brooks / Rita Lowman jeunes)
- Cara Pifko (Rachel Moore)
- David Bloom (Leonard Brooks Jeunes)
- Brace Harris (Uni)
- Napoleon Tavale (Agent de l'ESU)

C'est la première fois que l'audience de la série passe en dessous des 9 millions de téléspectateurs.

### Épisode 183:La Fille de San Francisco
- États-Unis /  Canada : 12 octobre 2012
- Suisse : 17 mars 2013 sur RTS Un
- Belgique : 26 mars 2013 sur RTL-TVI
- France : 28 mai 2013 sur TF1
- Québec : 2 octobre 2013 sur V

- États-Unis : 9,48 millions de téléspectateurs[21] (première diffusion)
- Canada : 1,417 million de téléspectateurs[22]
- France : 7,22 millions de téléspectateurs[23] (première diffusion)

- Natalie Martinez (Détective Jamie Lovato)
- Sydney Park (Ellie Danville)
- Peter Horton (Cade Conover)
- Jake T. Austin (Oliver Epps) (VF : Julien Bouanich)
- Christina Scherer (Mary Portico)
- Rebecca Lowman (Sybil Portico)
- Blake Robbins (Jimmy Portico)
- Gregory E. Smith (Boyd Hackman) (Vf : Christophe Lemoine)
- Colton Shires (Jordan Parr)
- Seidy G Lopez (Femme tourmentée)
- Erwin Stone (Rastafarien)
- Sean Harmon (Ethan Grohl)

### Épisode 184:Silence de mort
- États-Unis /  Canada : 19 octobre 2012
- Suisse : 24 mars 2013 sur RTS Un
- Belgique :
- France : 2 juillet 2013 sur TF1
- Québec : 9 octobre 2013 sur V

- États-Unis : 9,48 millions de téléspectateurs[24] (première diffusion)
- Canada : 1,435 million de téléspectateurs[25]
- France : 6 millions de téléspectateurs[26] (première diffusion)

- Brooklyn Silzer (Lucy Messer)
- Jeff Hephner (Evan Westcott)
- Neal McDonough (Grant Hamilton)
- Terrell Ransom, Jr. (Lonnie James)
- Jenna Ortega (Aimee Moore)
- John Cothran, Jr. (Dr. Kevin Phillips)
- Sara Mornell (Beverly McCord)
- Cantrell Harris (Père de Lonnie James)
- Bobbie Prewitt (Jeune fille)

### Épisode 185:Un sombre anniversaire
- États-Unis /  Canada : 26 octobre 2012
- Suisse : 31 mars 2013 sur RTS Un
- France : 28 mai 2013 sur TF1
- Québec : 16 octobre 2013 sur V

- États-Unis : 10,09 millions de téléspectateurs[27] (première diffusion)
- Canada : 1,152 million de téléspectateurs[28]
- France : 6,6 millions de téléspectateurs[23] (première diffusion)

- Natalie Martinez (Détective Jamie Lovato)
- Kathleen Munroe (Samantha Flack)
- Austin Kane (Tommy Lewis)
- Meredith Monroe (April Lewis)
- Alex Carter (Nathan Lewis)
- Jamie McShane (Mitch Ventri)
- Zack Ward (Keith Milner)
- Brooklyn McLinn (Tony Davis)
- Elaine Kagan (Irene Flack)
- Len Cordova (Henry Flack)
- Luc Austin (Don jeune)
- Brooke Robinson (Samantha jeune)
- Megan Dodds (Christine Whitney)
- Karina Logue (Emma Milner)
- Michael Antonacci (Mitch Ventri jeune)

### Épisode 186:La Dame du lac
- États-Unis /  Canada : 2 novembre 2012
- Suisse : 7 avril 2013 sur RTS Un
- France : 4 juin 2013 sur TF1
- Québec : 23 octobre 2013 sur V

- États-Unis : 10,05 millions de téléspectateurs[29] (première diffusion)
- Canada : 1,461 million de téléspectateurs[30]
- France : 6,7 millions de téléspectateurs[31] (première diffusion)

- Alex Ashbaugh (Matthew DiBello)
- Kathleen York (Krista DiBello)
- Madeleine Hamer (Ashley Braden)
- Niko Nicotera (Joseph Skiver)
- Robbie Williams (Phil Rennick)
- Alexis Apple (Karma)
- Tayler Buck (Dee)
- Eugene Shaw (Uni)

L'équipe découvre le corps d'une jeune femme habillée en robe de bal près du château du Belvédère.
À l'aide de ses empreintes, Sid découvre qu'il s'agit d'une jeune collégienne, Ashley Braden.
Jo découvre également sur sa robe une tache de sang appartenant à Joseph Skiver.

### Épisode 187:Jeu de meurtres
- États-Unis /  Canada : 9 novembre 2012
- Suisse : 14 avril 2013 sur RTS Un
- France : 4 juin 2013 sur TF1
- Québec : 30 octobre 2013 sur V

- États-Unis : 9,72 millions de téléspectateurs[32] (première diffusion)
- Canada : 1,45 million de téléspectateurs[33]
- France : 6,2 millions de téléspectateurs[31] (première diffusion)

- Natalie Martinez (Détective Jamie Lovato)
- Megan Dodds (Christine Whitney)
- Tara Summers (Dr. Carly Emerson)
- Jake Thomas (Steve Davis)
- Benjamin Ciaramello (Sam Cross)
- Joe Nieves (Robby Hull)
- Ariana Emnace (Alexa Holdman)
- Harry Corrigan (Shane Simmons)
- Jay Boyer (Clayton)
- Corsica Wilson (Jeune fille)
- Devon Bagby (Steve Davis jeune)
- Valeska Mosich-Miller (Danseur #1)
- Rosette Laursen (Danseur #2)
- Sierra Hoyle (Ellen White)

### Épisode 188:Réussite sur ordonnance
- États-Unis /  Canada : 16 novembre 2012
- Suisse : 21 avril 2013 sur RTS Un
- France : 11 juin 2013 sur TF1
- Québec : 6 novembre 2013 sur V

- États-Unis : 9,59 millions de téléspectateurs[34] (première diffusion)
- Canada : 1,538 million de téléspectateurs[35]
- France : 6,8 millions de téléspectateurs[36] (première diffusion)

- John Bain (Luke Stevenson)
- Michael Welch (Billy Wharton)
- Mark Moses (Blake Connors)
- Bobby Hosea (Principal Hal Kinney)
- Abby Pivaronas (Melanie Rogers)
- Gareth Williams (Frank Stevenson)
- Jay Renshaw (Jesse Crawford)
- James Read (Robert Monroe)
- Jason Dibler (Daniel Katums)
- Jadin Gould (Lindsay jeune)
- Emily Robinson (Caroline)
- Mandalynn Carlson (Kelly Dupars)
- Olivia Stuck (Lucy)

### Épisode 189:L'Infiltrée
- États-Unis /  Canada : 30 novembre 2012
- Suisse : 28 avril 2013 sur RTS Un
- France : 25 juin 2013 sur TF1
- Québec : 13 novembre 2013 sur V

- États-Unis : 9,86 millions de téléspectateurs[37] (première diffusion)
- Canada : 1,376 million de téléspectateurs[38]
- France : 5 millions de téléspectateurs[39] (première diffusion)

- Natalie Martinez (Détective Jamie Lovato)
- Bill Smitrovich (Robert Hicks)
- David Fumero (Benny Madera)
- Juan Gabriel Pareja (Raymond Cruz)
- Sy Franco (Carmen Vega)
- Jorge-Luis Pallo (Hector "Toasty" Méndez)
- Orson Chaplin (Malfrat de rue)
- Link Baker (Ouvrier du bâtiment)
- Alastair Bayardo (Homme louche)

### Épisode 190:Bar clandestin
- États-Unis /  Canada : 7 décembre 2012
- Suisse : 5 mai 2013 sur RTS Un
- France : 11 juin 2013 sur TF1
- Québec : 20 novembre 2013 sur V

- États-Unis : 9,95 millions de téléspectateurs[40] (première diffusion)
- Canada : 1,61 million de téléspectateurs[41]
- France : 6 millions de téléspectateurs[36] (première diffusion)

- Megan Dodds (Christine Whitney)
- T.J. Linnard (Eli Walsh)
- Christine Lakin (Courtney Jensen)
- Jake Sandvig (en) (Jason Black)
- Mac Brandt (Nathan Brody)
- Michael Filipowich (Jimmy Batts)
- Melissa Fumero (Michelle Rhodes)
- James Handy (Charles Ross)
- Vanessa Curry (Femme)

### Épisode 191:L'Ange gardien
- États-Unis /  Canada : 4 janvier 2013
- Suisse : 12 mai 2013 sur RTS Un
- France : 2 juillet 2013 sur TF1
- Québec : 27 novembre 2013 sur V

- États-Unis : 9,13 millions de téléspectateurs[42] (première diffusion)
- Canada : 1,625 million de téléspectateurs[43]
- France : 6,48 millions de téléspectateurs[26] (première diffusion)

- Natalie Martinez (Détective Jamie Lovato)
- Stephen Snedden (Andy Lewis)
- Jeff Branson (Andy Stein)
- Daniel Amerman (Justin Vanderheyden)
- Tyson Turrou (Mauricio Flores)
- Nicole J. Butler (Rhonda Reynolds)
- Victoria Barabas (Journaliste #1)
- Miranda Moore (Rachel Carpenter)
- Brandon Olive (Kevin Carpenter)
- Bill A. Jones (Richard Kemp)
- Roy Abramsohn (Journaliste #2)

### Épisode 192:Mise en scène
- États-Unis /  Canada : 11 janvier 2013
- Suisse : 19 mai 2013 sur RTS Un
- France : 18 juin 2013 sur TF1
- Québec : 4 décembre 2013 sur V

- États-Unis : 10,71 millions de téléspectateurs[44] (première diffusion)
- Canada : 1,576 million de téléspectateurs[45]
- France : 6,36 millions de téléspectateurs[46] (première diffusion)

- Natalie Martinez (Détective Jamie Lovato)
- Kris Lemche (Anthony Lombardo)
- Grant Harvey (Eric Blaylock)
- Riccardo Lebron (Roland Benitez)
- Gary Kraus (Mark Riley)
- Chris Brochu (Jason Riley)
- Jarrod Crawford (Chirurgien à la TV)

### Épisode 193:L'Immeuble maudit
- États-Unis /  Canada : 18 janvier 2013
- Suisse : 26 mai 2013 sur RTS Un
- France : 18 juin 2013 sur TF1
- Québec : 22 janvier 2014 sur V

- États-Unis : 10,68 millions de téléspectateurs[47] (première diffusion)
- Canada : 1,418 million de téléspectateurs[48]
- France : 6,1 millions de téléspectateurs[46] (première diffusion)

- Natalie Martinez (Détective Jamie Lovato)
- Johann Urb (Grant Holliston)
- Laura Vandervoort (Macy Sullivan)
- Robert Baker (Calvin George)
- Andy T. Tran (Malfrat)
- Moneer Yaqubi (Alex Henley)
- Daniel Theodore (Gabe Breslin)

Les experts enquêtent sur le meurtre d'un homme masqué qui a fait une chute vertigineuse d'un gratte-ciel, réputé pour être maudit. Cette victime serait la 37e à être décédée de manière inexpliquée à cette adresse. Les policiers découvrent qu'il travaillait dans une boîte de nuit située dans l'immeuble et en profitait pour voler des touristes. Parallèlement, Jo rencontre un homme ayant un lien inattendu avec son passé.

### Épisode 194:L'Or blanc
- États-Unis /  Canada : 1er février 2013
- Belgique : 17 juin 2013 sur RTL-TVI
- Suisse : 19 juin 2013 sur RTS Un
- France : 25 juin 2013 sur TF1
- Québec : 29 janvier 2014 sur V

- États-Unis : 10,39 millions de téléspectateurs[49] (première diffusion)
- Canada : 1,479 million de téléspectateurs[50]
- France : 6,76 millions de téléspectateurs[39] (première diffusion)

- Natalie Martinez (Détective Jamie Lovato)
- Myk Watford (Reno Martell)
- Sam Situmorang (Felipe Zacharias)
- Kanin Howell (Paul Tortucci)
- Daniel Roebuck (Raphael Tortucci)
- Teo Olivares (Noah)
- Shayla Beesley (Abby)
- Chasty Ballesteros (Rowena Black)
- Leif Gantvoort (George)

### Épisode 195:Un retour pour New York
- États-Unis /  Canada : 8 février 2013
- Suisse : 12 juin 2013 sur RTS Un
- Belgique : 13 octobre 2013 sur RTL TVI
- France : 19 février 2014 sur TF1
- Québec : 5 février 2014 sur V

- États-Unis : 9,57 millions de téléspectateurs[51] (première diffusion)
- Canada : 1,662 million de téléspectateurs[52]
- France : 5,69 millions de téléspectateurs[53] (première diffusion)

- Ted Danson (D.B. Russell)
- Navid Negahban (Zane Kalim)

### Épisode 196:Fatale St-Valentin
- États-Unis /  Canada : 15 février 2013
- Belgique : 17 juin 2013 sur RTL TVI
- Suisse : 19 juin 2013 sur RTS Un
- France : 9 juillet 2013 sur TF1
- Québec : 12 février 2014 sur V

- États-Unis : 8,59 millions de téléspectateurs[55] (première diffusion)
- Canada : 1,587 million de téléspectateurs[56]
- France : 5,59 millions de téléspectateurs[57] (première diffusion)

- Natalie Martinez (Détective Jamie Lovato)
- Megan Dodds (Christine Whitney)
- Sydney Park (Ellie Danville)
- Josh Groban (Lui-même)
- Trenton Rostedt (Theodore Hart)
- Wayne Bastrup (Wayne Brown)
- Georgie Flores (Laura Palmer)
- Clint Culp (Bernard Chandler)
- Amy Gumenick (Sandra Chandler)
- Shanna Collins (Wendy Howser)
- Mark Hengst (Jeremy Howser)
- Omar J. Dorsey (Thomas Reynolds)

Épisode formé de 3 petits épisodes : Amour à vendre, L'Amour est aveugle, Au nom de l'Amour. Dans 'Amour à vendre', un homme est mort dans une chambre d’hôtel avec fraises au chocolat, champagne et bonbons en forme de cœur.  Dans 'L'Amour est aveugle' un homme, est tombé sur sa table basse en verre, décédé au milieu de chocolat en tous genres.  Dans 'Au nom de l'Amour', un homme rejoint sa femme et se fait tirer dessus en pleine rue alors qu'il a un bouquet de roses à la main.  Qui sont les tueurs ? Y a-t-il légitime défense, des meurtres passionnels ou commis au hasard ? Seules les enquêtes de Lindsay, Jo, Danny, Sheldon et de Mac peuvent le dire !

### Épisode 197:Un dernier au revoir
- États-Unis /  Canada : 22 février 2013[58]
- Belgique :
- Suisse : 19 juin 2013 sur RTS Un
- France : 16 juillet 2013 sur TF1
- Québec : 19 février 2014 sur V

- États-Unis : 9,46 millions de téléspectateurs[59] (première diffusion)
- Canada : 1,58 million de téléspectateurs[60]
- France : 5,63 millions de téléspectateurs[61] (première diffusion)

- Natalie Martinez (Détective Jamie Lovato)
- Megan Dodds (Christine Whitney)
- Patrick Mulvey (Officier Kevin Hopkins)
- Paul James (Officier Trey Jensen)
- Koby Kumi-Diaka (Timothy Brown)
- Hope Olaidé Wilson (Tori Bell)
- Linda Elena Tovar (Victoria Jimenez)
- Robert Ri'chard (Ray Griffin)
- Billy Malone (Sergent à la réception)
- Khalid Ghajji (Keith Lewis)